# Renata Cytacka
Renata Cytacka (* 5. Mai 1975 in Tausiūnai bei Šalčininkai) ist eine litauische Politikerin polnischer Herkunft, Mitglied im Stadtrat Vilnius, ehemalige Vizeministerin für Energiewirtschaft (2013–2014).

## Leben
Nach dem Abitur 1993 in Eišiškės absolvierte Cytacka 1985 das Masterstudium an der Fakultät für Recht und Verwaltung der Universität Danzig. Von 2000 bis 2001 hatte sie Postgraduiertenstudium des Außenhandels.
Von 2002 bis 2003 bekam Cytacka Fulbright-Stipendium und nahm am Lane-Kirkland-Stipendienprogramm teil.
Von 2003 bis 2006 war sie Beraterin des Bürgermeisters der Rajongemeinde Šalčininkai, von 2006 bis 2012 Ratssekretärin der Rajongemeinde Vilnius.

## Politik
Von 2013 bis Juli 2014 war Cytacka Vizeministerin im Energieministerium Litauens, Stellvertreterin von Minister Jaroslavas Neverovičius (* 1976). Sie trat vom Amt nach dem Druck der Regierungskoalitionleitung an den litauischen Energieminister vor der Bestätigung des neuen Ministerkabinetts nach der Präsidentschaftswahl in Litauen 2014 zurück. Cytacka geriet in die Kritik wegen der propolnischen Haltung in Bezug der polnischen Minderheitsfragen in Litauen. Sie nannte die litauische Präsidentin Dalia Grybauskaitė als Lügerin. Algirdas Butkevičius nannte die Vizeministerin als unkompetente Politikerin. Am eigenen Wohnhaus hing Cytacka die Aufschrift mit der polnischen Sprache statt der Staatssprache Litauisch. An staatlichen litauischen Feiertagen gab es keine litauische Staatsflagge an ihrem Wohnhaus. Stattdessen hängte die Flagge Polens. Aus ihrer amtlichen Ministerium-Mailbox schrieb sie polnisch statt der Amtssprache Litauisch.
Am 18. August 2014 wurde Cytacka  auf Druck der polnischen Partei LLRA (unter der Leitung von Valdemar Tomaševski) ohne Abstimmung der Kandidatur mit dem Ministerpräsidenten Algirdas Butkevičius zur Energievizeministerin von Neverovičius wiederholt ernannt. Das löste den Streit in der Regierungskoalition aus. Danach wurde der Energieminister auf Vorschlag des Ministerpräsidenten von der litauischen Präsidentin Grybauskaitė am 19. August 2014 mit der Dekret-Wirkung ab dem 25. August 2014 entlassen. Cytacka verlor damit die Befugnisse als Vizeministerin am 25. August 2014.
Seit dem 22. April 2015 ist Cytacka Mitglied im Rat der Stadtgemeinde Vilnius.
Cytacka ist Mitglied von Lietuvos lenkų rinkimų akcija.

## Familie
Cytacka ist verheiratet mit Mariusz Cezary Cytacki, ab April 2011 Controller der öffentlichen Ordnung der Verwaltung der Rajongemeinde Vilnius. Er hat die polnische Staatsangehörigkeit. Sie haben die Kinder Katarzyna Lucja Cytacka, Malgorzata Maria Cytacka.
Cytacka lebt mit seiner Familie in Jašiūnai.
Cytackas Ehemann Cytacki  wurde berühmt mit der Klage an die Europäische Kommission (EU), da er als Staatsbeamte Litauens aufgefordert war, die Staatssprache (Litauisch) zu lernen und die Sprachkenntnisse durch eine Prüfung zu beweisen. Valstybinė kalbos inspekcija, eine Sprachbehörde bestrafte den Beamten Cytackis mit 1000 Litas (300 Euro), da er die Forderung die Sprachprüfung zu bestehen ignorierte und damit das Gesetz der Staatssprache der Republik Litauen (Valstybinės kalbos įstatymas) verletzte. Das Stadtkreisgericht Vilnius auf Cytacki-Klage verminderte die Sanktion zu 600 Lt (180 Euro).  Cytacki klagte weiter. Das Bezirksgericht Vilnius änderte die Gerichtsentscheidung nicht.